# Museo de historia natural

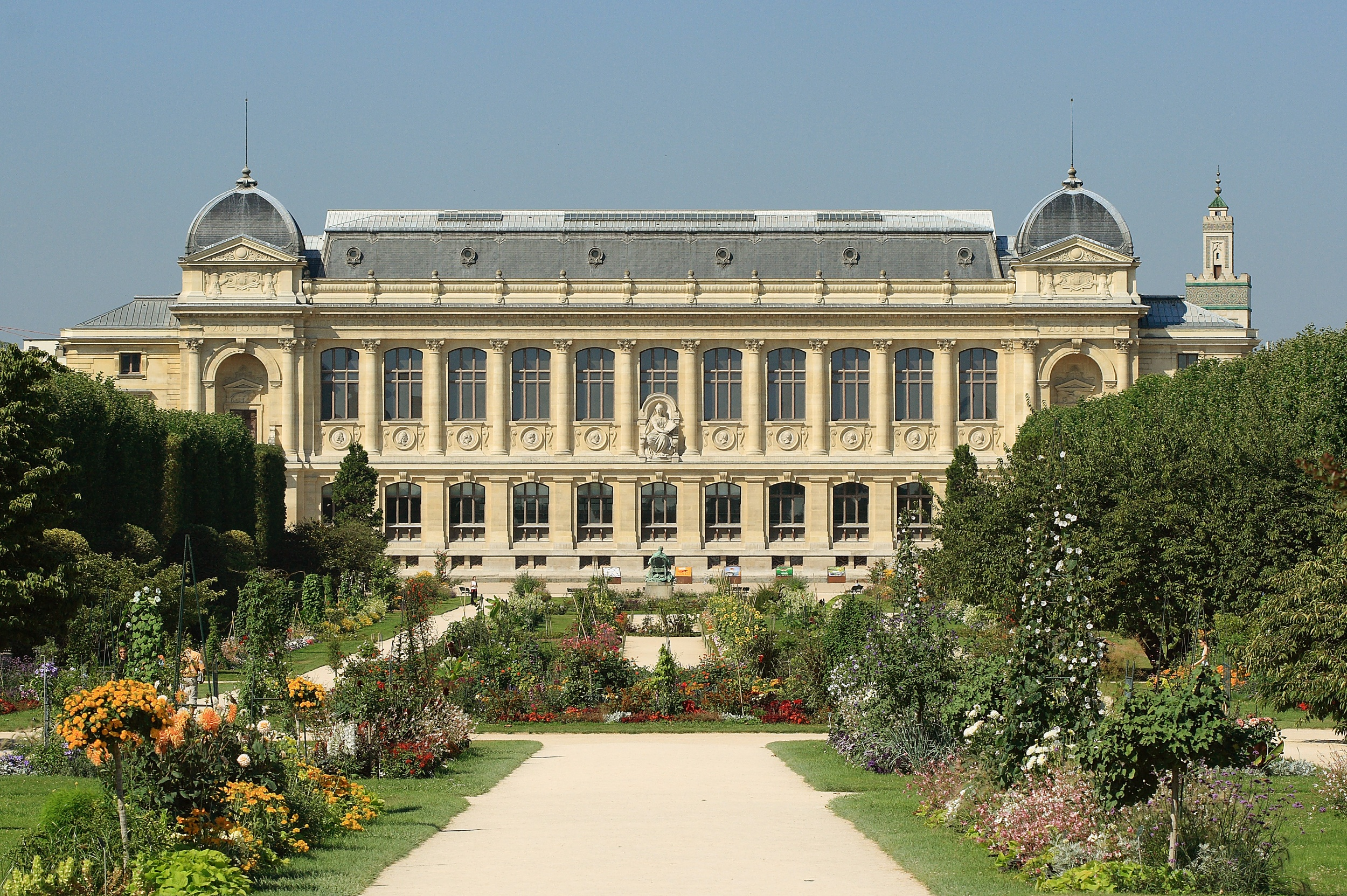
En 1635, el Real Jardín de las Plantas Medicinales (precedente del actual Museo Nacional de Historia Natural de Francia) fue el primer museo moderno de historia natural. Aquí se ve el edificio de la Gran galería de la Evolución, finalizado en 1889

Un museo de historia natural o museo de ciencias naturales es una institución científica con colecciones de historia natural que sirven de referentes del mundo natural, principalmente para la comunidad científica (proporcionándole tipos nomenclaturales) pero también para el gran público en tanto que herramientas de divulgación del conocimiento. Las colecciones de un museo de historia natural incluyen normalmente registros actuales e históricos de animales, plantas, hongos, ecosistemas, geología, paleontología, climatología y mucho más.
La principal función de un museo de historia natural consiste en proporcionar a la comunidad científica especímenes y muestras, tanto actuales como históricos, para sus investigaciones y experimentos, con el objetivo de mejorar la comprensión del mundo natural. Algunos museos tienen exposiciones públicas para compartir la belleza y las maravillas del mundo natural con el gran público. A estos museos se les llama museos públicos. Algunos tienen colecciones de historia no natural, además de sus colecciones principales, como son por ejemplo las colecciones de objetos relacionados con la historia, el arte y la ciencia.

## Historia
Los actuales museos de historia natural tuvieron un antecedente con los así llamados gabinetes de curiosidades. Iniciados durante el Renacimiento, estos gabinetes eran colecciones privadas que normalmente incluían especímenes exóticos de historia natural, a veces incluso falsificados, junto con otros tipos de objetos. 
El primer museo de historia natural fue posiblemente el del erudito suizo Conrad Gessner, establecido en Zúrich a mediados del siglo XVI. El Museo Nacional de Historia Natural de Francia, establecido en París en 1635, fue la primera institución que tuvo la forma que hoy en día se reconoce como la de un museo de historia natural. Los primeros museos de historia natural ofrecían un acceso limitado, ya que en general eran colecciones privadas o eran propiedad de sociedades científicas. El Museo Ashmolean, inaugurado en 1683, fue el primer museo de historia natural que admitió la entrada al público en general.
Hasta finales del siglo XVIII, los gabinetes de curiosidades, antepasados de los museos, exponían a un público restringido objetos de la naturaleza además de libros, obras de arte o antigüedades. Se trataba de hacer un inventario lo más exhaustivo posible de las riquezas de la naturaleza y de la industria humana y de presentarlas en un orden coherente en relación con las concepciones que eran las de la época. El propósito de la ciencia era principalmente clasificatorio: en botánica y zoología, el trabajo de Linné (el Species Plantarum de 1753 y el Systema naturae de 1758) marcaron el comienzo y permitieron el desarrollo de la sistemática moderna. La distinción entre lo que estaba expuesto y lo que estaba reservado para el estudio, fuera de la vista, aún no existía. El resultado era una gran proliferación de objetos, y cada espacio, incluidos los techos, se utilizaba. El Real Gabinete de Historia Natural de Madrid, antecedente del actual Museo Nacional de Ciencias Naturales, fue establecido en 1771 y abierto al público general en 1773. El primer museo estadounidense de historia natural se estableció en Charleston en 1773, el segundo en Filadelfia (elPeale Museum) en 1784. Un segundo Museo Peale se creará en Baltimore en 1814. En la capital francesa, el Museo nacional de historia natural (Muséum national d'histoire naturelle) fue fundado oficialmente por decreto de 10 de junio de 1793.

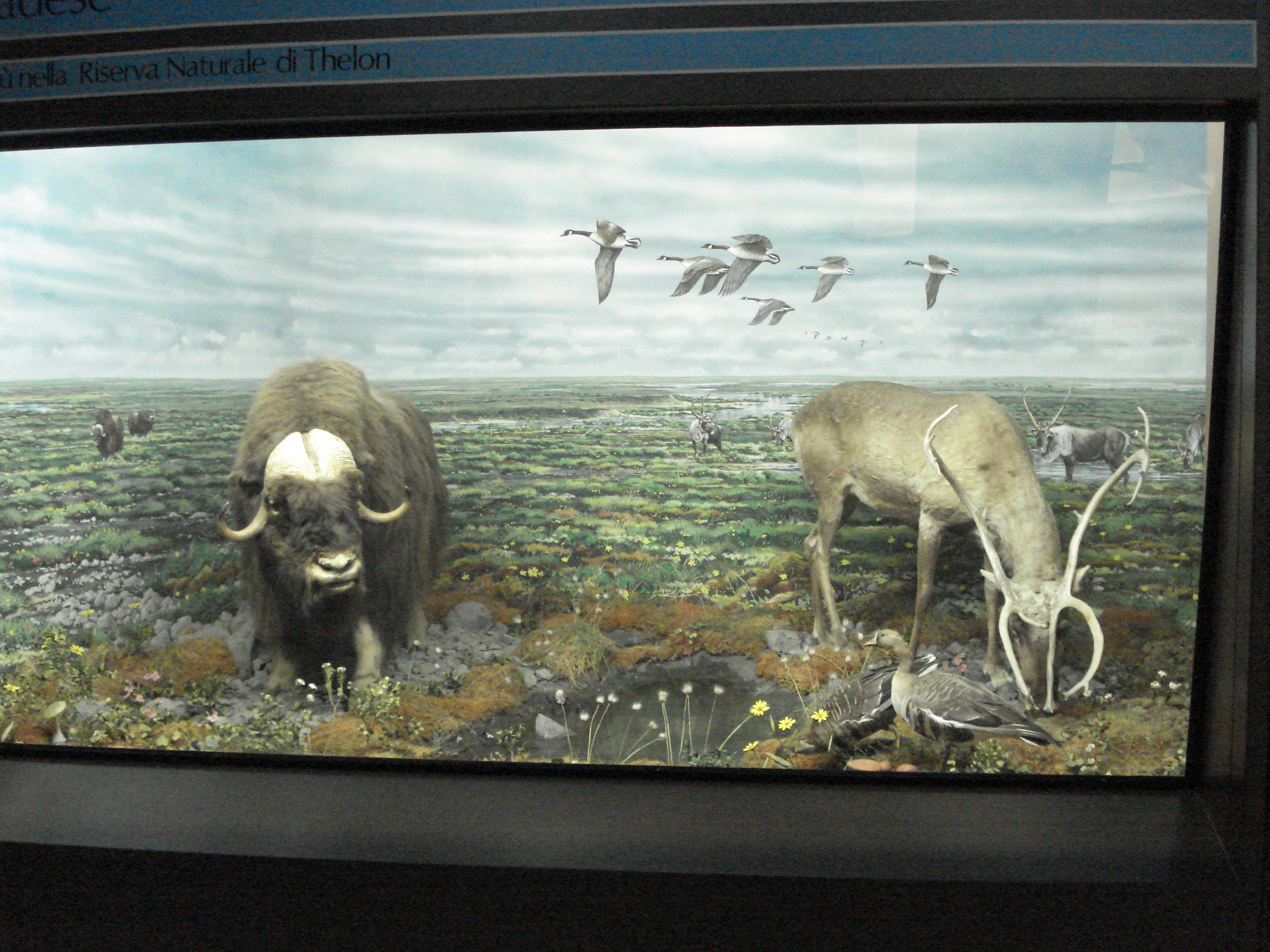
Diorama. Museo Municipal de Historia Natural, Milán.

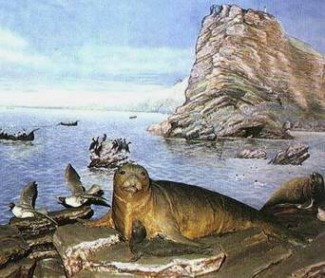
Diorama que muestra especímenes disecados de la foca monje de vientre blanco (Monachus monachus albiventer) del cabo Kaliakra, subespecie del mar Negro ahora extinta.

El siglo XIX puede considerarse verdaderamente la época dorada de la creación de los museos de historia natural. A lo largo del siglo la mayoría de las grandes ciudades establecieron tales instituciones. Los museos de historia natural que se crearon a un ritmo acelerado a principios del siglo XIX —una apertura por año en Francia entre 1820 y 1850, por ejemplo— se posicionaron en la continuidad de la tradición de los Gabinetes. Las diferentes disciplinas se fueron individualizado y ya no era concebible que una misma institución, fuese museo de arte, museo de ciencias y biblioteca al mismo tiempo. Aunque persiste el afán de totalidad, las presentaciones artísticas que prevalecían en los Gabinetes desaparecen en favor de una rigurosa ordenación de los ejemplares según las clasificaciones en uso. Todas las colecciones todavía se presentaban al público. 
Las primeras exposiciones temáticas y los primeros dioramas aparecen a finales delsiglo XIX. Estas nuevas escenografías supusieron la presentación de menos ejemplares pero ofrecieron perspectivas más variadas: se pasó de un discurso puramente descriptivo y clasificatorio a un discurso sintético y didáctico. El acceso a la mayoría de las colecciones se restringe entonces al público y se convierte en una prerrogativa de los expertos en las áreas protegidas que son las reservas. Sin embargo, la distinción entre lo que estaba en el dominio de la exposición y lo que quedaba bajo las reservas se va haciendo lentamente. En Francia, por ejemplo, la mayoría de los museos de historia natural seguirían exhibiendo todas sus colecciones en salas de exposición abarrotadas durante mucho tiempo, y hasta la década de 1980 no se llevó a cabo una primera ola de renovaciones a gran escala, tanto una renovación completa de las exposiciones permanentes como la creación de espacios totalmente dedicados a la conservación.
El número de museos de historia natural disminuirá significativamente en el siglo XX debido a toda una serie de factores: cambio en la naturaleza del ocio, disminución de las colecciones científicas y de ocio, urbanización creciente, aparición de medios modernos que facilitan el acceso al conocimiento del mundo natural… 

### Colecciones
Tradicionalmente, los museos de historia natural han tratado de reunir colecciones representativas del entorno natural que los rodeaba de forma cercan (flora, fauna y geología locales), así como colecciones exóticas.
Los grandes viajes de exploración científica que marcaron la primera mitad del siglo XIX fueron seguidos por la expansión colonial. Las regiones más remotas y los objetos de ciencias naturales que albergaban eran cada vez más accesibles. Las colecciones se enriquecieron considerablemente de diversas formas: redes de corresponsales (viajeros, misioneros, soldados y funcionarios coloniales, etc.), donaciones de colecciones privadas a veces muy importantes, campañas de recolección organizadas por las propias instituciones museísticas, intercambios entre museos, adquisiciones en casas especializados… A finales del siglo XIX, Rowland Ward en Londres, Deyrolle, o los hermanos Édouard y Jules Verreaux en París podían suministrar pieles y naturalizaciones procedentes de todos los continentes. El museo también podía adquirir cadáveres de animales de zoológicos o acuarios públicos. Ocurre también, como sigue ocurriendo en París, Besançon, pero especialmente en los países germánicos, que el establecimiento del museo incluye presentaciones de animales vivos, parques zoológicos, terrarios, vivariums, aquariums… La recolección de especímenes de entornos naturales se ha convertido en la actualidad éticamente más difícil de asumir: el recurso a las colecciones vivas mantenidas por los zoológicos representa por lo tanto para los museos la principal fuente de animales para disecar.
Del mismo modo, sucede, como es el caso de París, que un jardin des plantes  o un jardín botánico se adjunte al establecimiento del museo. Las colecciones botánicas vivas permiten crear o completar un herbario (colección de plantas secas), una seminoteca (colección de semillas) o una carpoteca (colección de frutos), que permiten comparar e identificar géneros o especies de plantas.
Algunos museos albergan importantes colecciones de muestras que sirven de referencia para la geología y la paleontología en el mundo.
Las colecciones así reunidas a veces han alcanzado tamaños enormes a lo largo de los años y algunas pueden incluir especímenes que han desaparecido en la naturaleza. Las colecciones más grandes del mundo (el Museo Nacional de Historia Natural de los Estados Unidos en Washington, el Museo de Historia Natural de Londres y el Museo Nacional de Historia Natural de París) tienen 125, 70 y 60 millones de especímenes respectivamente. No son excepcionales las que superan el millón de ejemplares. Estos grandes volúmenes, si bien constituyen una riqueza innegable, no dejan de plantear diversos problemas, empezando por los de su gestión (inventario) o su conservación.
Estas colecciones se han considerado durante mucho tiempo fungibles, pudiendo cada ejemplar que las componía ser sustituido con mayor o menor facilidad por un equivalente. En consecuencia, el problema de su conservación quedó relegado a un segundo plano a pesar de que, constituidos en su mayor parte por materia orgánica, al menos en lo que se refiere a la zoología y la botánica, son por naturaleza particularmente sensibles a los agentes de degradación física (luz, higrometría, temperatura, polvo...) o biológicas (principalmente insectos). Sin embargo, este estado de cosas tiende a evolucionar hoy en día: con la conciencia de que la naturaleza no es inagotable, que la biodiversidad está disminuyendo o incluso que los sitios geológicos no se pueden renovar, los museos de historia natural se dan cuenta de que preservan un patrimonio natural cada vez más insustituible (el más revelador siendo el caso del espécimen disecado de una especie ya extinguida) y en adelante gestionan sus colecciones en consecuencia. 

## Investigación

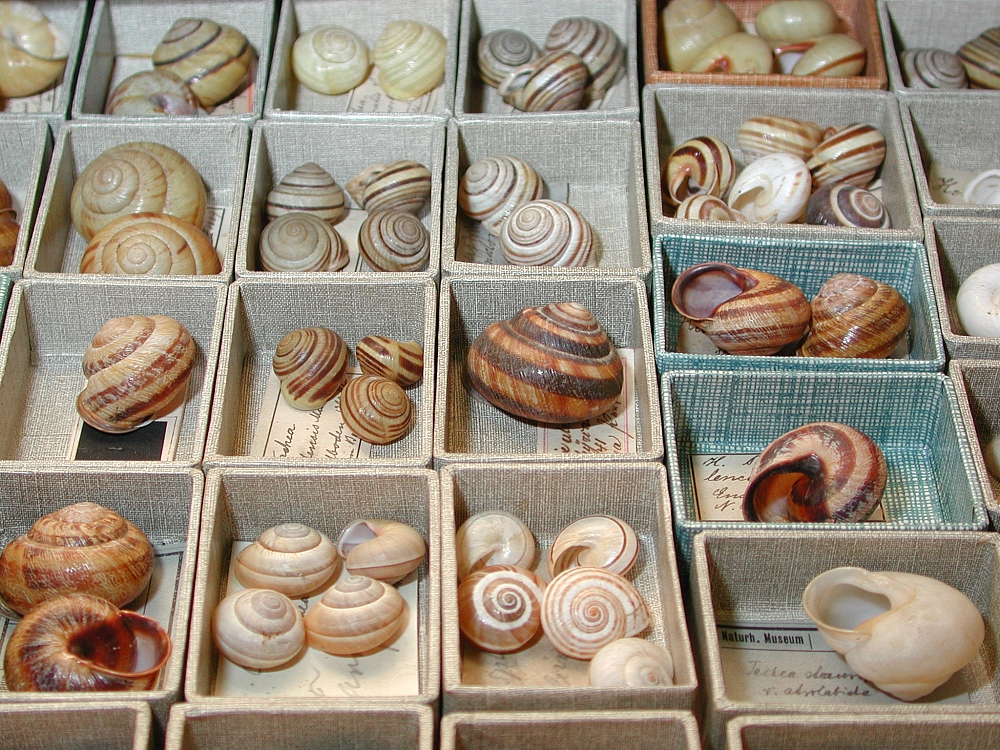
Colecciones de conquiliología en el Museo de Wiesbaden

Hasta mediados del siglo XIX, los museos de historia natural eran los lugares donde se realizaba la investigación en ciencias naturales. Este papel tendió luego a desvanecerse en favor de las universidades.
Hoy sólo las principales instituciones conservan misiones de investigación. En Washington, por ejemplo, el Museo Nacional de Historia Natural de los Estados Unidos alberga a 185 científicos que pueden explotar los 125 millones de especímenes, en todas las disciplinas de las ciencias naturales, que posee el museo.
Todas las colecciones de ciencias naturales conservan un interés científico y son consultadas por este motivo. Primero lo fueron en el contexto de la investigación en sistemática. De hecho, los museos son responsables de preservar los especímenes tipo que sirven como estándares para los millones de nombres de taxones atribuidos desde Linneo. El desarrollo de la filogenética y las nuevas posibilidades que ofrece la secuenciación del ADN incluso en especímenes antiguos abren nuevos campos de aplicación.
En otro nivel, estas inmensas colecciones constituyen bases de datos naturalistas que pueden ser utilizadas por ecólogos para evaluar la evolución en el tiempo de las poblaciones que estudian. 

## Difusión del saber
Los museos no solo se definen por sus colecciones sino también por su presentación al público. En sus disciplinas, los museos de historia natural son, a través del trabajo de divulgación que realizan, lugares de cultura científica de vanguardia.
Las exposiciones permanentes o temporales siguen siendo medios privilegiados de transmisión del conocimiento. Los museos de historia natural han podido explotar una amplia gama de nuevas tecnologías (terminales interactivos, multimedia, animáticas, etc.) para modernizar su museografía .
Sin embargo, la exposición es sólo una de las herramientas utilizadas por el museo. Sus actividades culturales pueden declinarse según otros muchos ejes: ciclos de conferencias o de cine, programas de animación sociocultural para el público escolar o más específico (niños muy pequeños, discapacitados, etc.), salidas de campo, servicio de mediateca, publicación de libros, etc. 

## Fundación de los grandes museos nacionales
El siglo XIX puede considerarse verdaderamente la edad de oro de la creación de museos de historia natural, creándose en las capitales de cada país un gran museo nacional.
- 1771: Museo Nacional de Ciencias Naturales (Madrid, España)
- 1793: Museo Nacional de Historia Natural de Francia (París, Francia)
- 1810: Museo de Historia Natural de Berlín (Berlín, Alemania)
- 1812: Academia de Ciencias Naturales de Filadelfia (Filadelfia, Estados Unidos)
- 1818: Museo Nacional de Praga (Praga, República checa)
- 1819: Museo Sueco de Historia Natural (Stockholm, Suecia)
- 1821: Museo Senckenberg (Fráncfort del Meno, Alemania)
- 1825: Museo de Bergen (Bergen, Noruega)
- 1830: Museo Nacional de Historia Natural (Santiago, Chile)
- 1836: Museo Australiano (Sídney, Australia)
- 1838: Museo Nacional de Historia Natural (Montevideo, Uruguay)
- 1838: Museo Cívico de Historia Natural de Milán (Milán, Italia)
- 1859: Museo de Anatomía Comparada (Harvard, Estados Unidos)
- 1866: Museo Paraense Emílio Goeldi (Belém, Brasil)
- 1867: Museo Cívico de Historia Natural Giacomo Doria (Génova, Italia)
- 1875: Museo de Ciencias (Caracas, Venezuela)
- 1877: Museo Americano de Historia Natural (New York, Estados Unidos)
- 1884: Museo de La Plata, museo dependiente de la Universidad Nacional de La Plata. (La Plata, Argentina)
- 1881: British Museum (Natural History), museo del departamento de historia natural del British Museum (Londres, Gran Bretaña)
- 1889: Museo de las Ciencias Naturales (Bruselas, Bélgica)
- 1891: Museo de Historia Natural de Viena (Viena, Austria)
- 1892: Museo del Transvaal (Pretoria, Sudáfrica)
- 1893: Museo Field de Historia Natural (Chicago, Estados Unidos)
- 1910: Museo Nacional de Historia Natural de los Estados Unidos (Washington D. C., Estados Unidos)
- 1963: British Museum (Natural History), este departamento del British Museum deviene autónomo (Londres, Gran Bretaña)

## Galería de imágenes

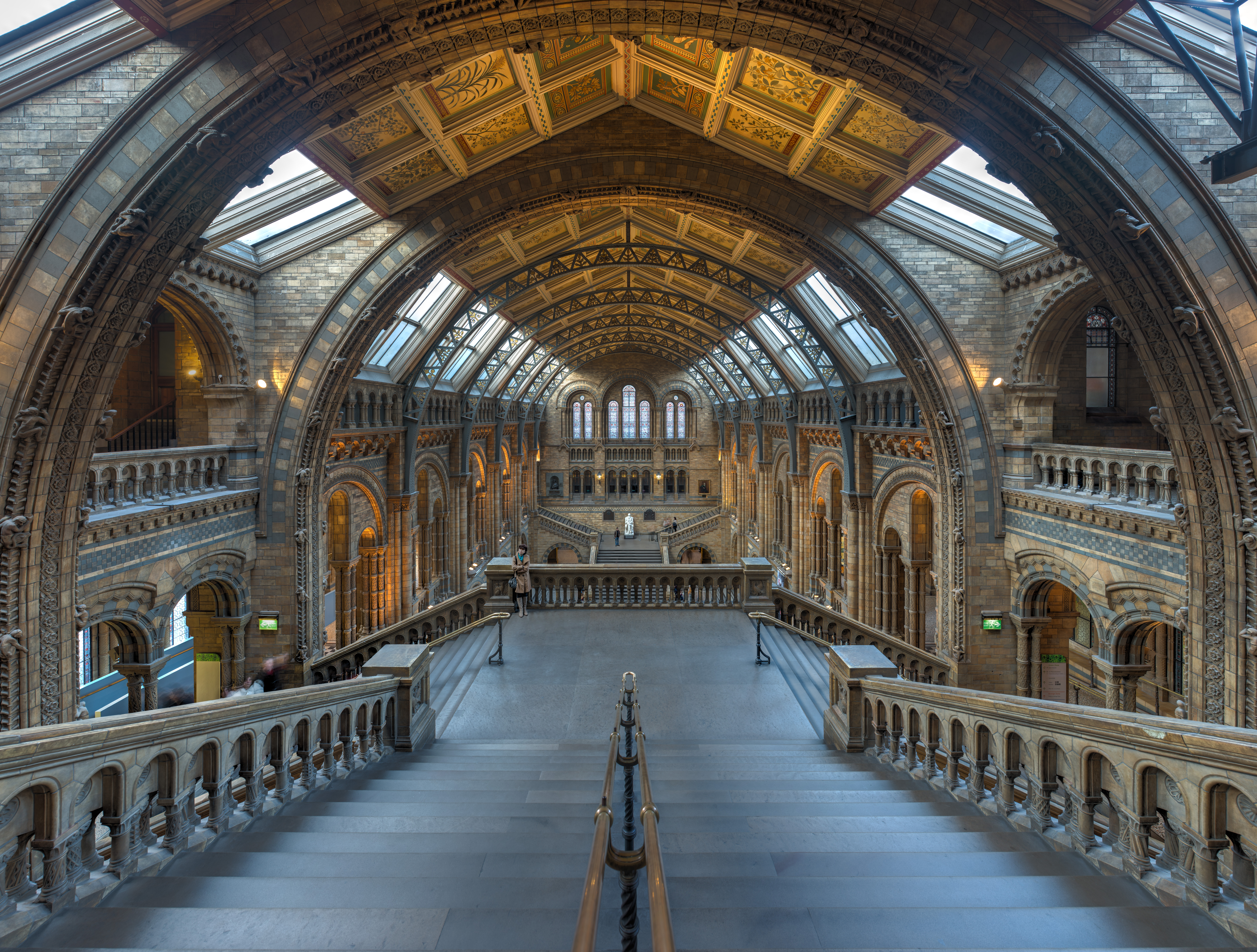
El Gran Salón del Museo de Historia Natural de Londres
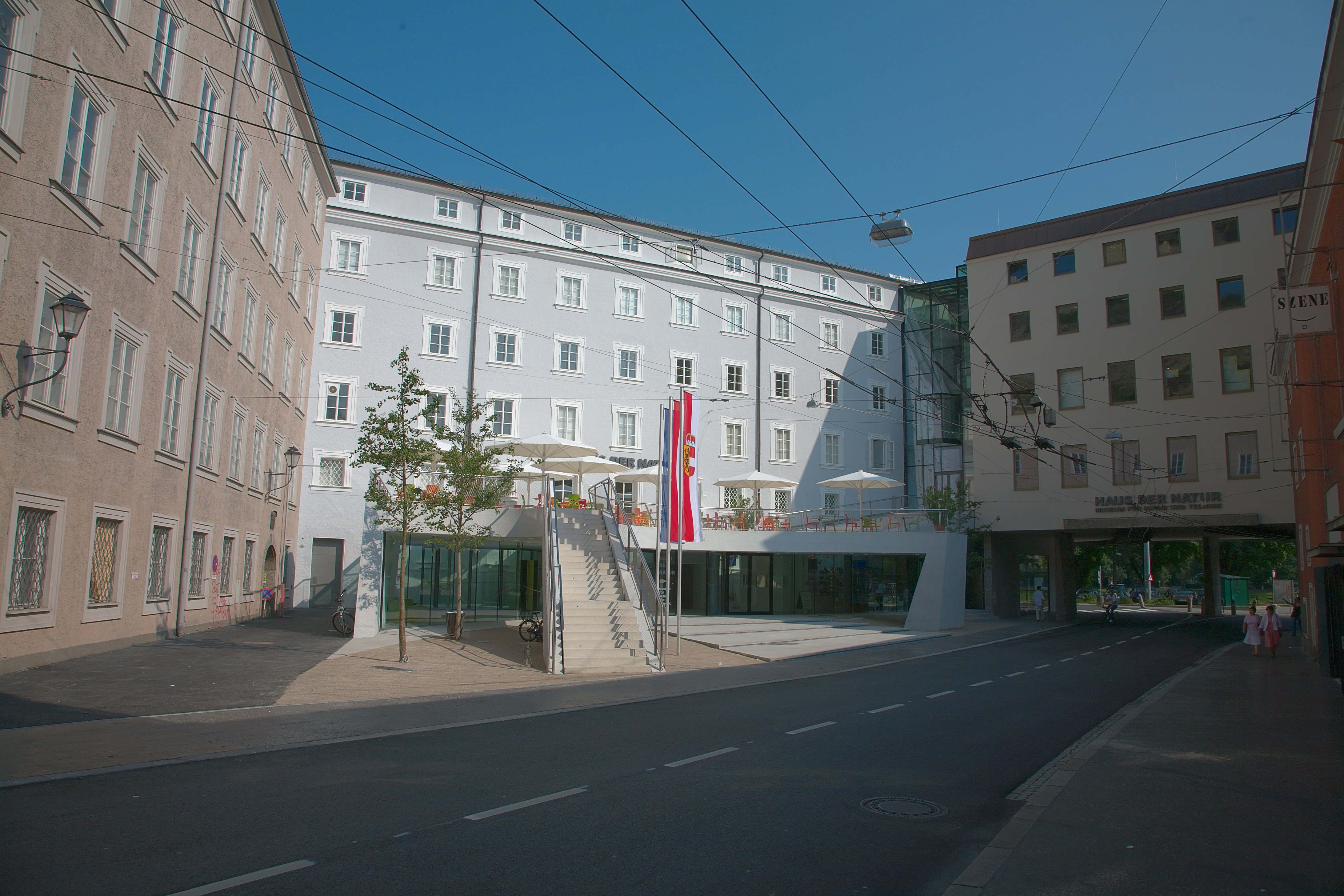
Los tres edificios de 4 a 6 plantasde la Haus der Natur de Salzburgo (Austria)
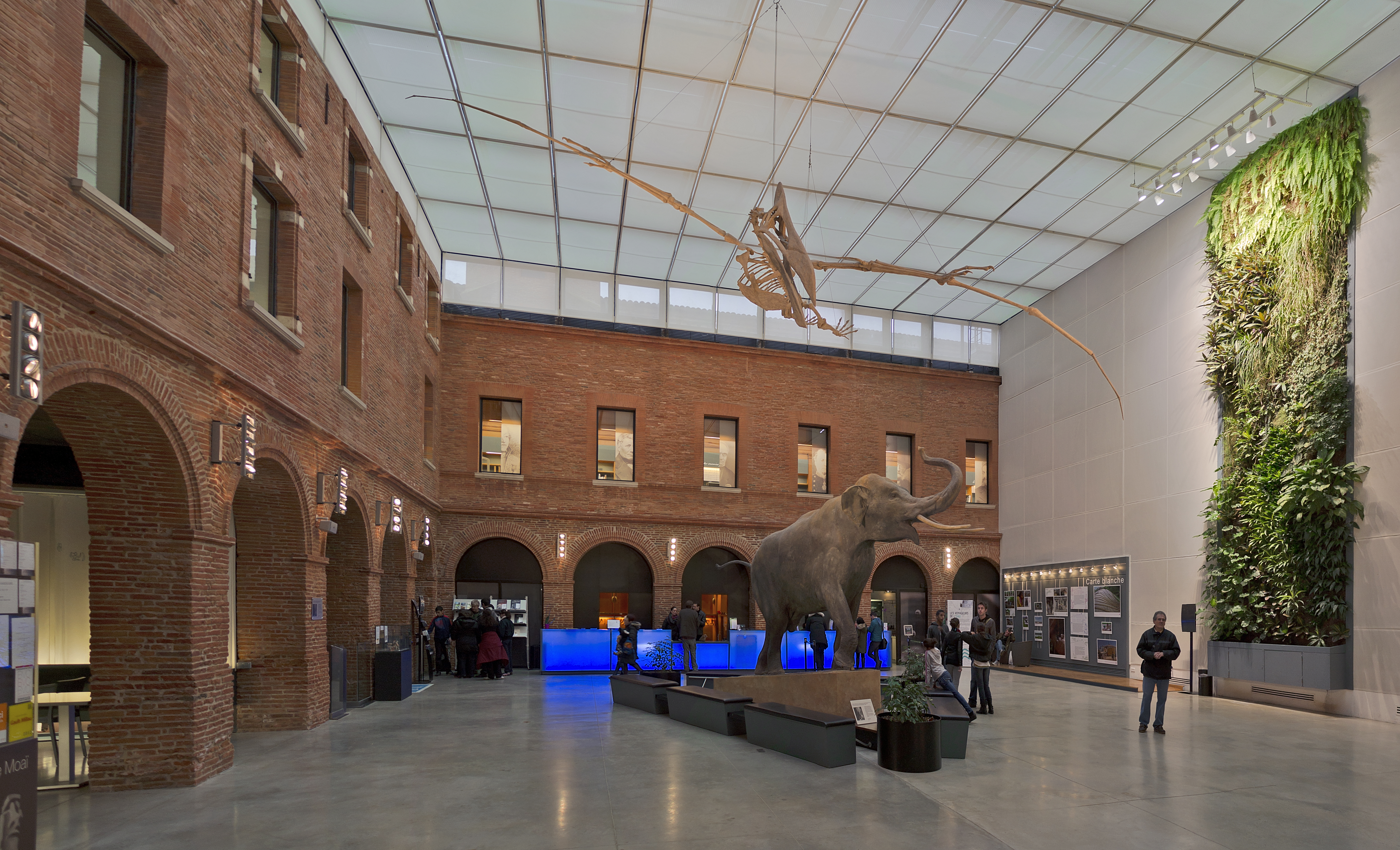
El «grand carré» de recepción del Museo de Historia Natural de Toulouse
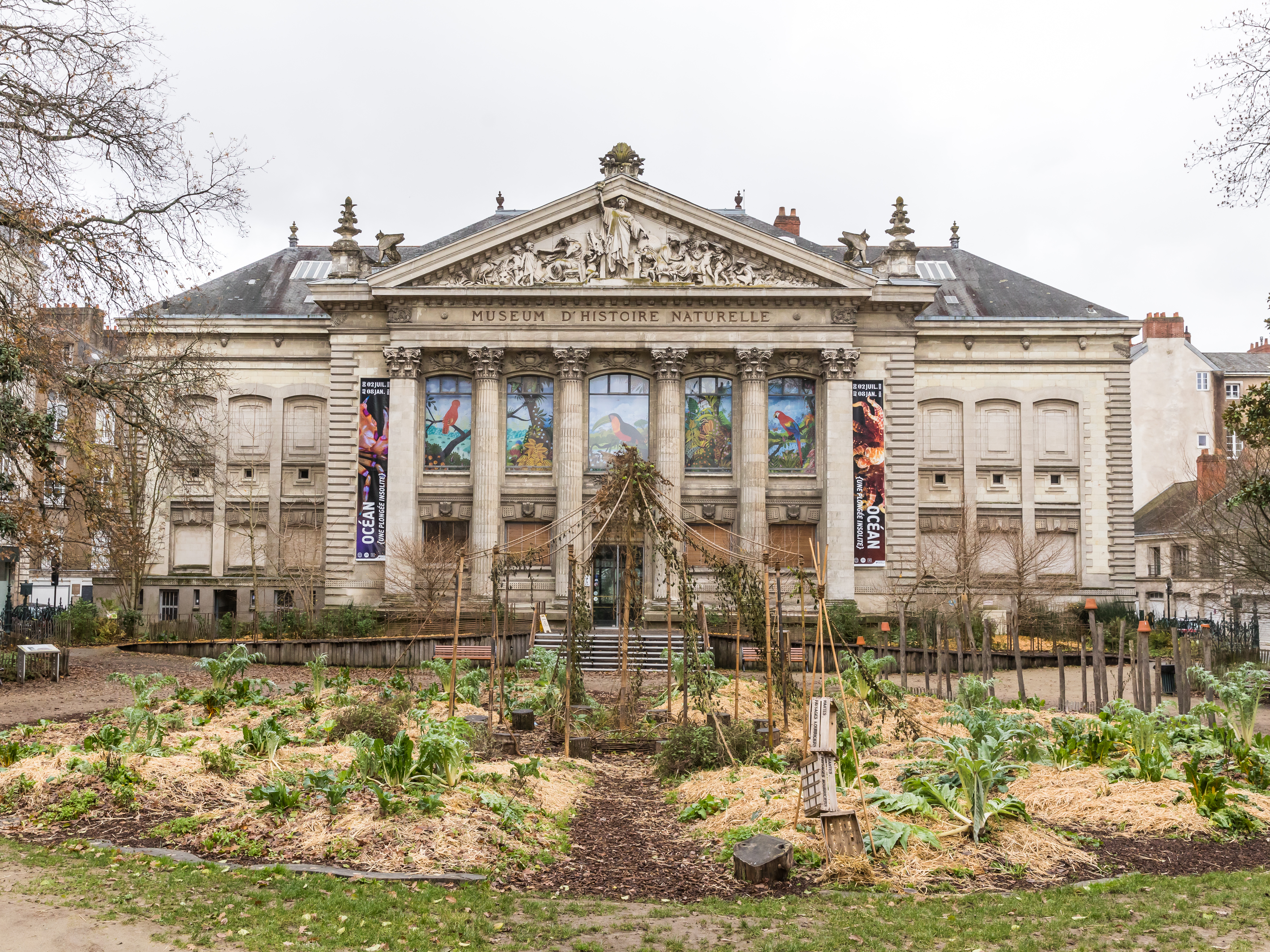
Museo de Historia Natural de Nantes en su edificio especialmente diseñado, finales del siglo XIX
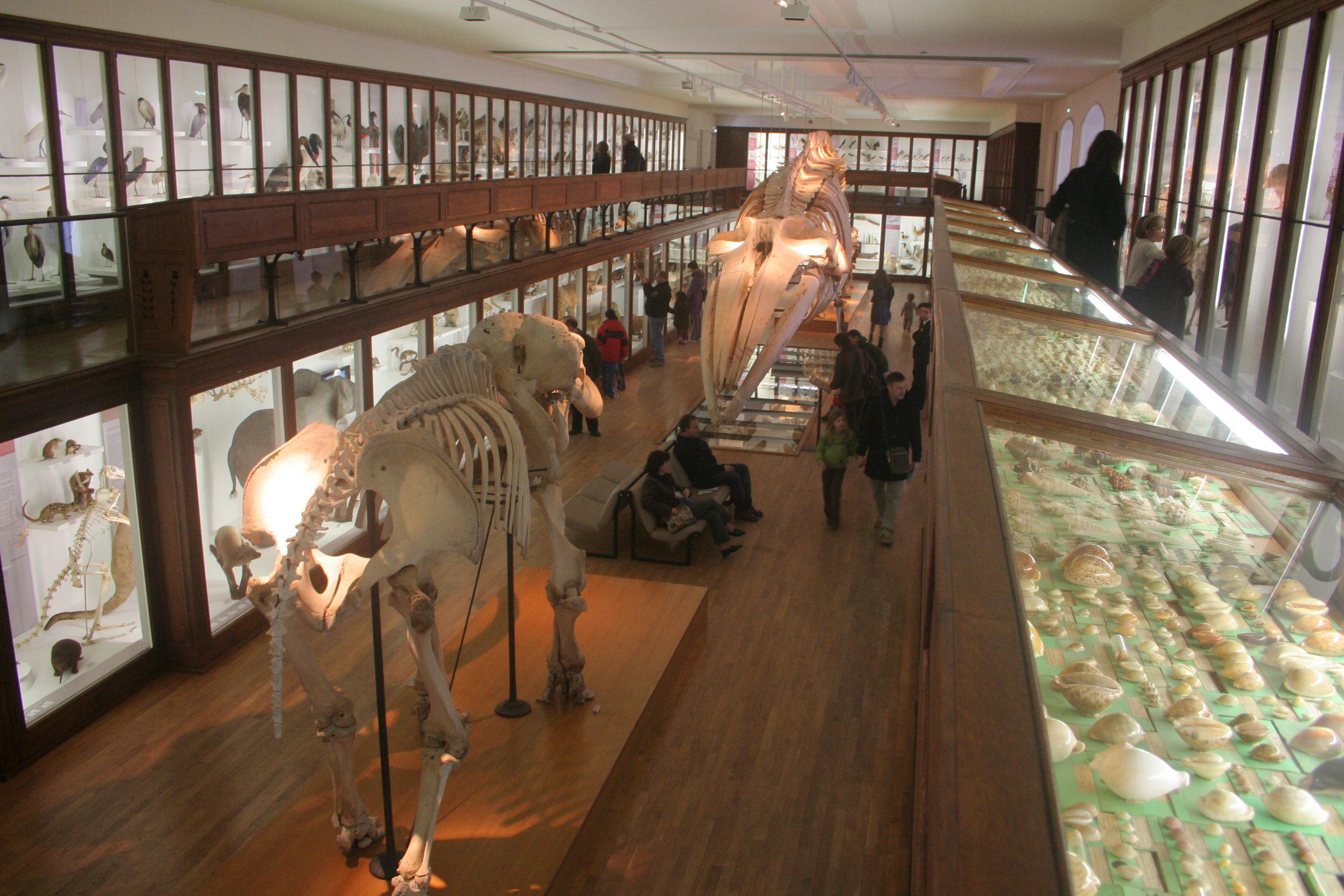
Elefante y ballena del museo de Nantes
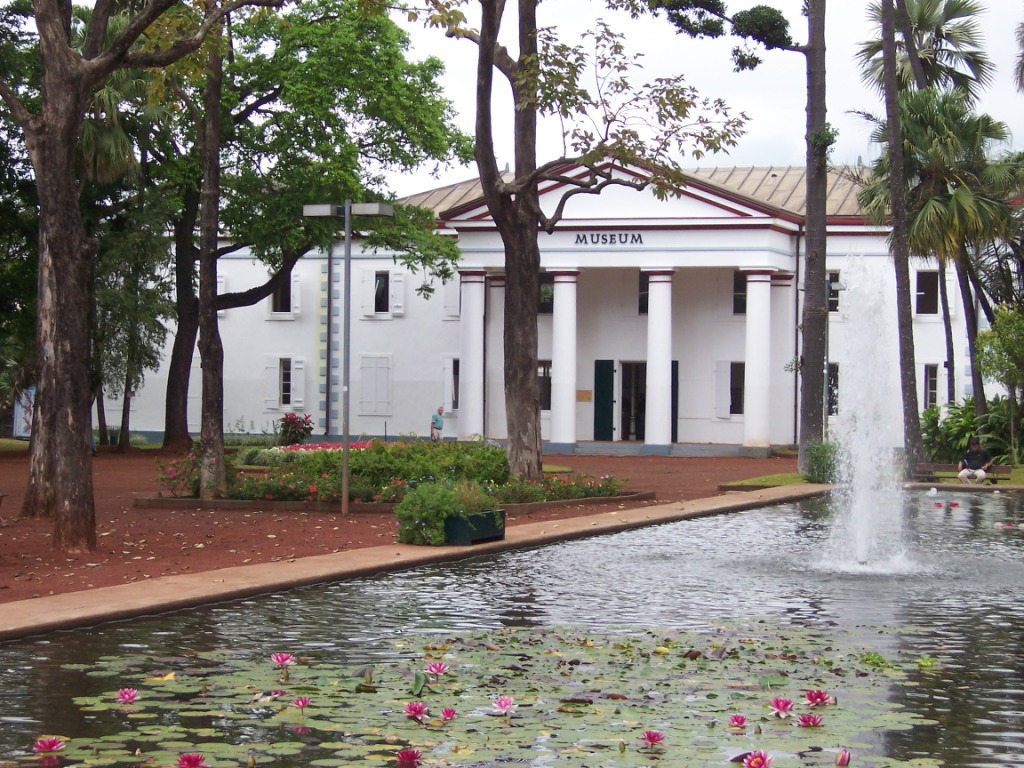
Museo de Saint-Denis-de-la-Réunion
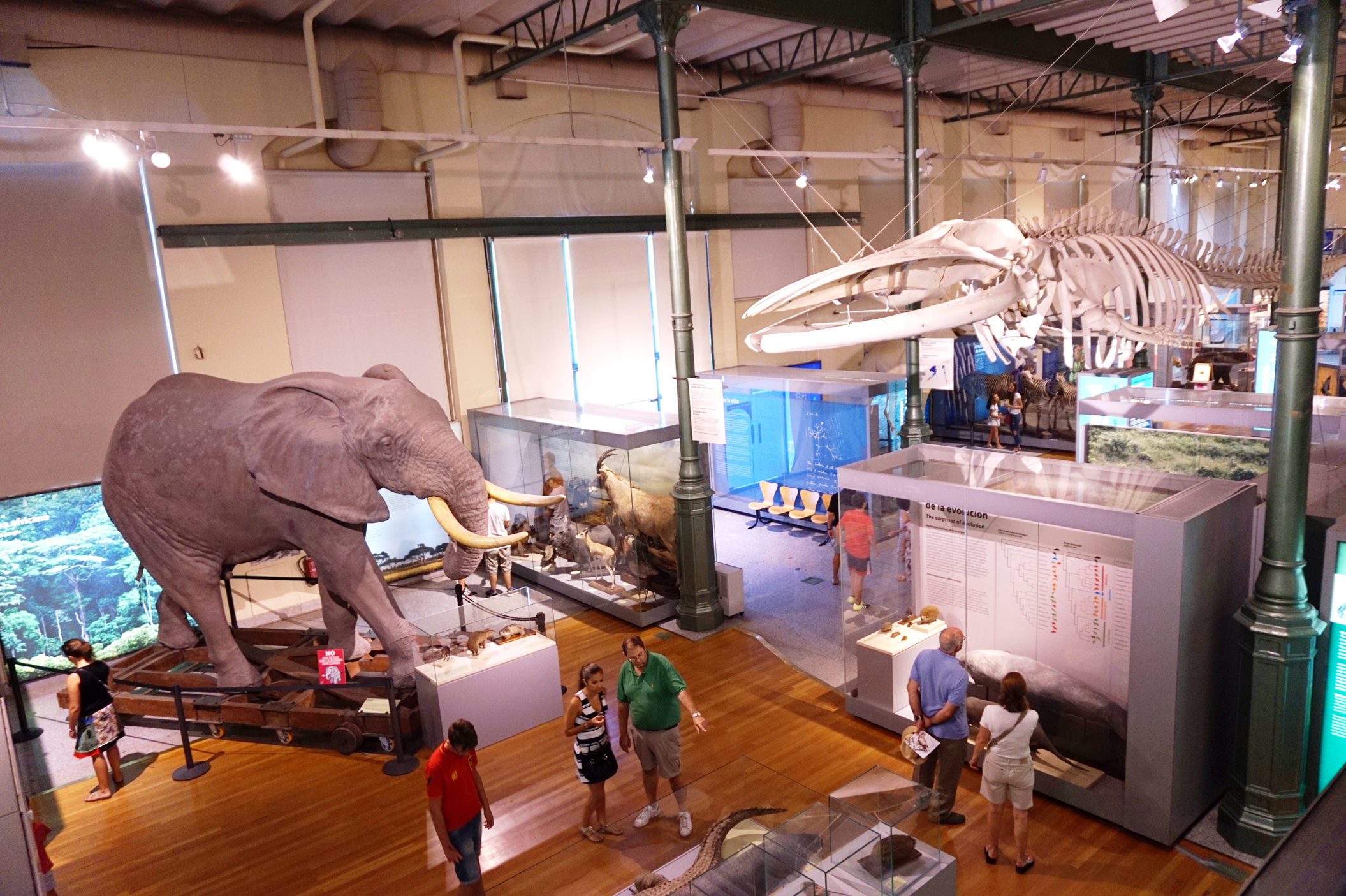
Sala de Biodiversidad del Museo Nacional de Ciencias Naturales de España
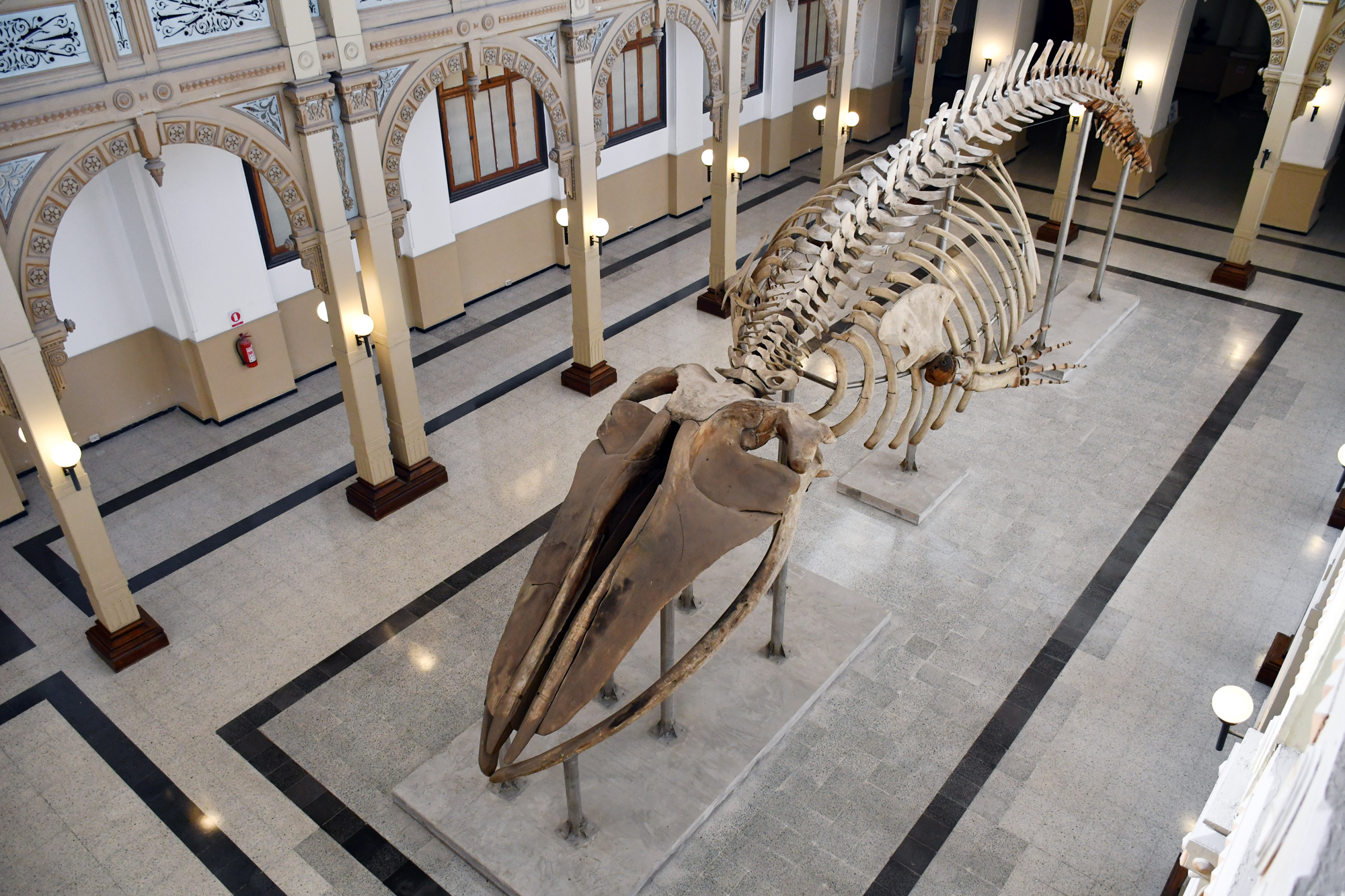
Esqueleto de la ballena Greta, Museo Nacional de Historia Natural de Chile